# Gletscher-Hahnenfuß
Der Gletscher-Hahnenfuß (Ranunculus glacialis) ist eine besonders hoch steigende Pflanzenart aus der Familie der Hahnenfußgewächse (Ranunculaceae).

## Beschreibung

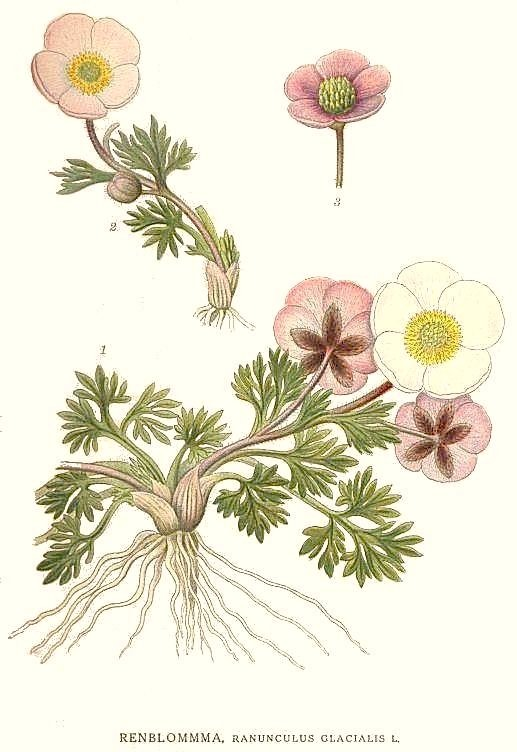
Illustration

Der Gletscher-Hahnenfuß ist eine überwinternd grüne, ausdauernde, krautige Pflanze, die Wuchshöhen von 5 bis 20 Zentimeter erreicht. Die Pflanzenteile sind meist kahl. Die handförmigen Laubblätter sind am Grund gestielt. Sie sind glänzend, fleischig und haben drei bis fünf grob stumpfzähnige Lappen. Die Stängelblätter sind sitzend und weniger tief geteilt mit lanzettlichen Zipfeln.

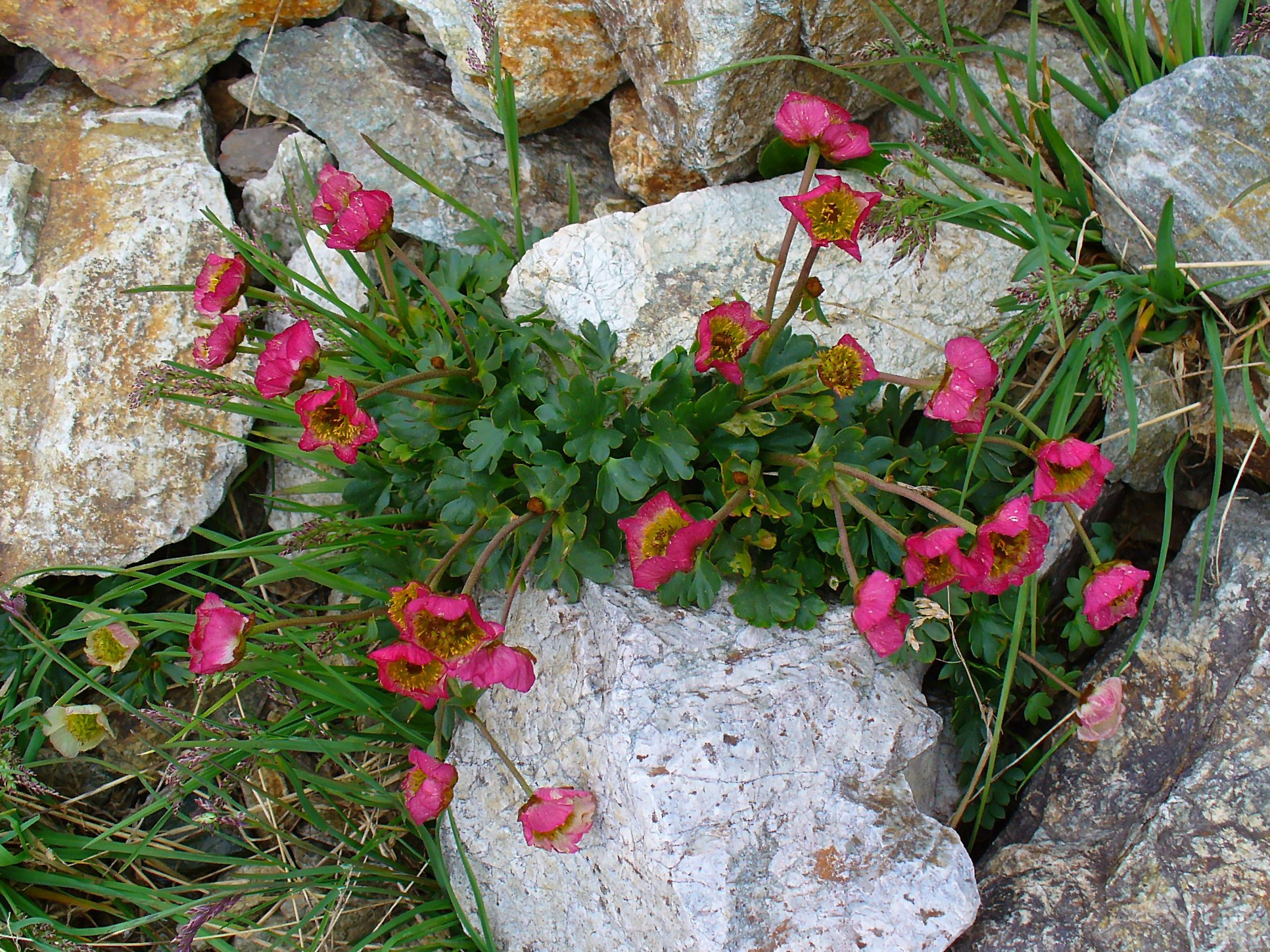
Ranunculus glacialis mit roten Blüten

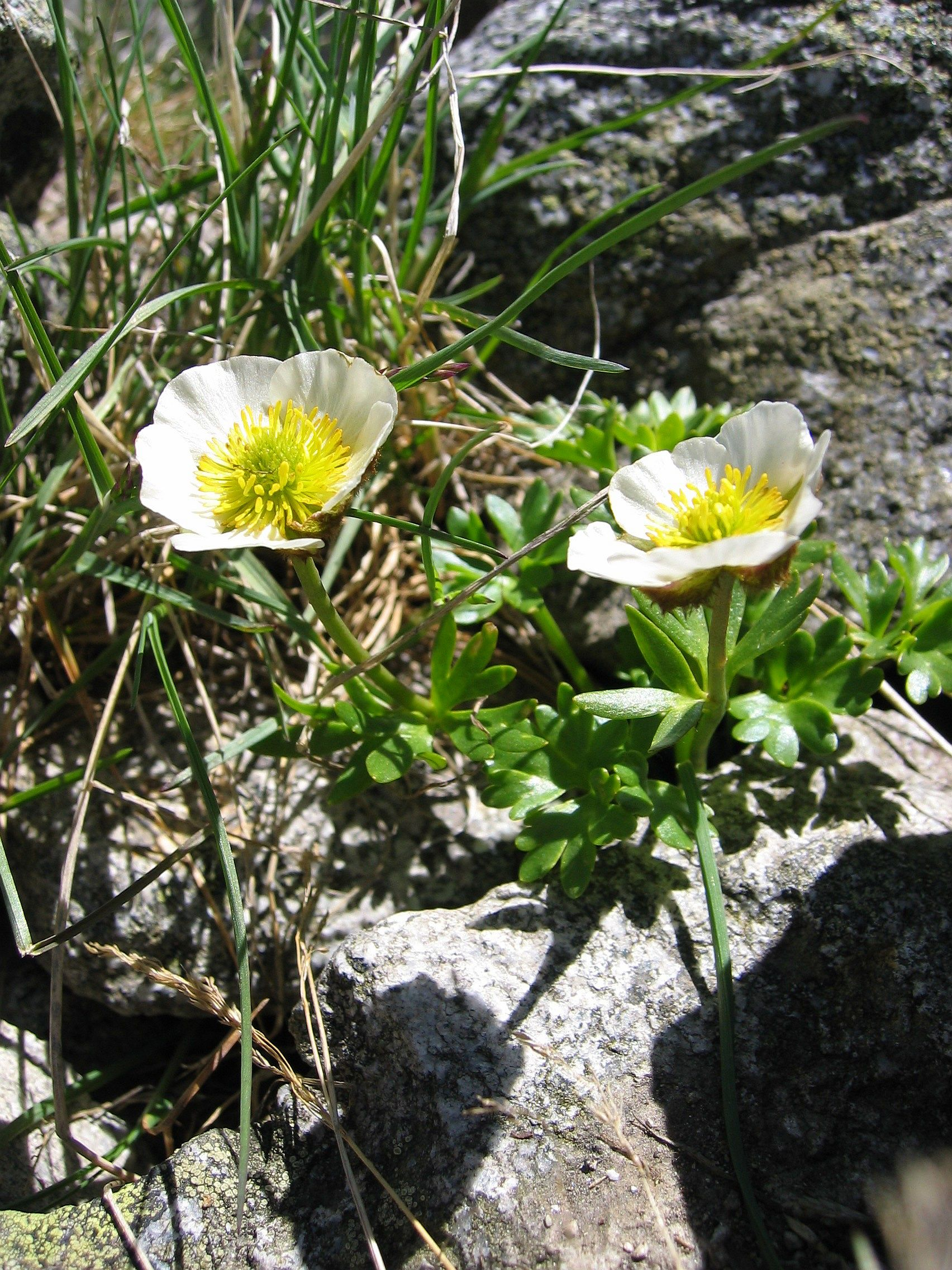
Gletscher-Hahnenfuß (Ranunculus glacialis) in der Steiermark

Die Farbe der Blüten wechselt von zuerst weiß über rosa bis dunkelrot und sie haben einen Durchmesser von 3 Zentimeter. Eine rostbraune Behaarung überzieht die Außenseite der Kelchblätter. Krone und Kelch fallen beim Verblühen nicht ab und bleiben bis zur Fruchtreife erhalten – im Gegensatz zu allen anderen Hahnenfuß-Arten. Die Blütezeit reicht von Juli bis August.
Die Gletscher-Hahnenfuß ist diploid und die Chromosomenzahl beträgt 2n = 16.

## Ökologie
Der Gletscher-Hahnenfuß ist ein Hemikryptophyt. Er wächst oft im Schutz von Eisüberhängen, die wie ein Glashaus wirken, wodurch er zu einer der am höchsten aufsteigenden Pflanzen werden konnte. Beim Gletscher-Hahnenfuß handelt es sich um eine der physiologisch am besten untersuchten Alpenpflanzen.
Diese Pflanzenart braucht zwei bis drei Vegetationsperioden, bevor sie Blüten bilden kann. Trotz der extrem frostgefährdeten Standorte weisen die glänzend grünen Blätter keine sichtbaren Klimaanpassungen auf. Möglicherweise beruht dies auf einer Frostresistenz des Protoplasmas.
Bei Temperaturen unter −2,6 Grad Celsius kann die komplette Pflanze einfrieren, ohne dass sie abstirbt. Dies gelingt dank ungewöhnlich großen Räumen zwischen den Gewebezellen und stark elastischen Zellwänden, die es zulassen, dass die Zellen beim Gefrieren entwässert werden und schrumpfen.
In ungünstigen Sommern werden die Reservestoffe aus den Blättern wieder in die Wurzeln zurückverlagert und bereits gebildete Knospen wieder abgebaut.
Die meist homogamen Blüten werden durch Fliegen bestäubt.
Die Früchte sind flache, geflügelte Nüsschen, die sich als Segelflieger und Adhäsionshafter ausbreiten; daneben erfolgt eine Bearbeitungsausbreitung beispielsweise durch Schneefinken.
Der Gletscher-Hahnenfuß ist wie alle Hahnenfußarten giftig.

## Vorkommen
Vor allem in der zentralen Kette der Alpen wie auch in den Pyrenäen, Karpaten, in Skandinavien und der Arktis bis Alaska und Grönland ist diese Art vertreten. In den Alpen werden kalkarmer Schutt, Moränen, Geröll und nackter Fels in Höhenlagen von 2300 m bis 4275 m (Finsteraarhorn) bevorzugt. Der Gletscher-Hahnenfuß ist damit die am höchsten steigende Blütenpflanze der Alpen. Er erreicht am Matterhorn 4200 Meter, am Schreckhorn 3600 Meter Meereshöhe.
Er gedeiht auf sickerfrischen, nährstoffarmen und kalkarmen, mehr oder weniger rohen, lockeren, zum Teil bewegten Silikatschuttböden. Er ist eine Charakterart der Ordnung Androsacetalia alpinae und kommt gern zusammen mit dem Alpen-Säuerling (Oxyria digyna) vor. In den Allgäuer Alpen steigt er in Bayern am Linkerskopf von 1950 bis zu 2450 Metern Meereshöhe auf und kommt dort zusammen mit der Kriech-Nelkenwurz (Geum reptans) vor.
Die ökologischen Zeigerwerte nach Landolt & al. 2010 sind in der Schweiz: Feuchtezahl F = 3+w (feucht aber mäßig wechselnd), Lichtzahl L = 5 (sehr hell), Reaktionszahl R = 2 (sauer), Temperaturzahl T = 1 (alpin und nival), Nährstoffzahl N = 2 (nährstoffarm), Kontinentalitätszahl K = 4 (subkontinental).